# Medulin

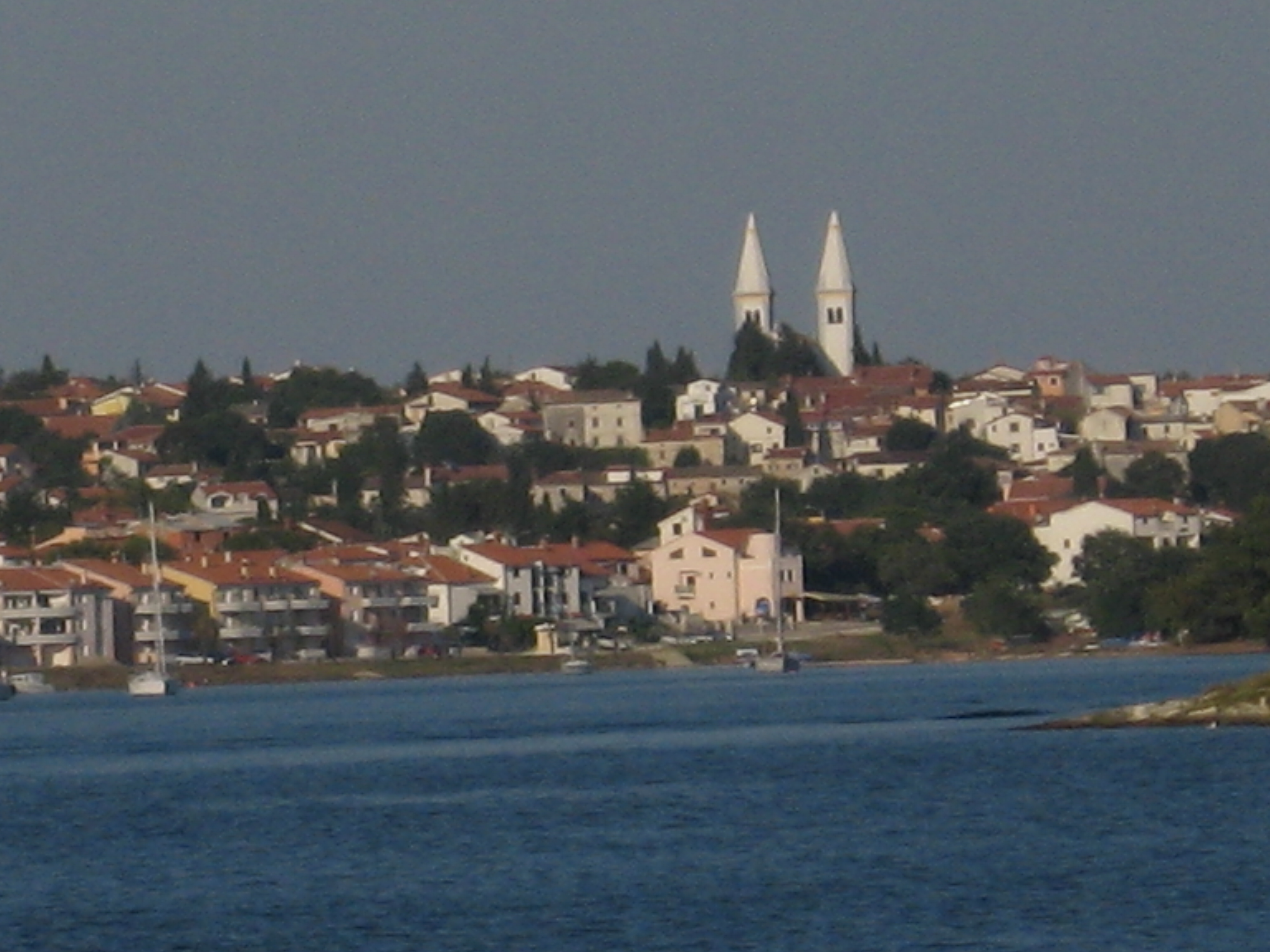
Medulin

Medulin (italsky Medolino) je opčina ležící na jižní části Istrijského poloostrova v Chorvatsku cca 10 km jihovýchodním směrem od města Pula. Původně rybářská osada se rozkládá na břehu členitého a mělkého Medulinského zálivu. V roce 2011 zde žilo 2 777 obyvatel, v samosprávné oblasti ve stejném roce celkem 6 481.
Ekonomika města je založena na cestovním ruchu. Na poloostrově Vižula tvořícím okraj zálivu se nacházejí pozůstatky římské venkovské usedlosti (villa rustica) a antických náhrobků.

## Sídla
Opčina zahrnuje kromě vlastního města vesnice Banjole, Pješčana Uvala, Pomer, Premantura, Valbonaša, Vinkuran a Vintijan.